# 馬元 (清朝)
馬元（？—1820年8月24日），四川松潘人，清朝軍事將領、行伍出身。

## 生平
嘉庆十九年八月十八（1814年10月1日），由甘肃凉州镇总兵官升任。廣西提督。嘉庆二十五年七月十六（1820年8月24日），死。